# Helcostizus subaequalis
Helcostizus subaequalis là một loài tò vò trong họ Ichneumonidae.